# Division 1 Féminine 2020/21
Die Saison 2020/21 der Division 1 Féminine war die 47. Ausspielung der französischen Frauenfußballmeisterschaft seit der offiziellen Anerkennung des Frauenfußballs im Jahr 1970 durch die FFF, den Fußballverband Frankreichs, und der ersten Austragung in der Saison 1974/75. Die Division 1 Féminine genannte Spielklasse wird im reinen Ligamodus in einer aus einer einzigen Gruppe bestehenden, zwölf Teams umfassenden, landesweiten höchsten Liga ausgetragen; in diesem Modus ist es die 29. Meisterschaft. Titelverteidigerinnen waren die Frauen von Olympique Lyon, die diesmal nach einer ununterbrochenen Folge von 14 Meisterschaften dem Paris Saint-Germain FC den Vortritt lassen mussten.
Namenssponsor der Liga ist seit 2019 das Chemieunternehmen Arkema, das mit der FFF einen Vertrag mit dreijähriger Laufzeit abgeschlossen hat. Zudem hat die D1F nun auch eine eigene Hymne, die vor jeder Begegnung abgespielt wird; in einer Online-Publikumsabstimmung setzte sich eine Let’s run betitelte Melodie durch.
Nachdem in der vorigen Saison der gesamte nationale Spielbetrieb aufgrund der Viruspandemie im März 2020 zunächst eingestellt und Mitte Mai dann endgültig abgebrochen worden war, begann diese neue Spielzeit – wie geplant – am 5. September 2020 und soll am 5. Juni 2021 enden. Vorgesehen ist eine Winterpause ab 14. Dezember bis 15. Januar. Hauptspieltag bleibt weiterhin der Sonnabend, wie es der Bezahlfernsehsender Canal+ wünscht, der erneut beabsichtigt, sämtliche 132 Punktspiele zu übertragen – überwiegend auf seinem Spartenkanal Foot+. Hinzugekommen ist in dieser Saison ein Sendetermin am Freitagabend. Außerdem hat die FFF Übertragungsrechte mit mehreren ausländischen TV-Sendern (ESPN, DAZN, BT Sport, Fanatiz und Ata Football) vereinbart, bei denen in den kommenden drei Jahren in den USA, Großbritannien, Irland, Deutschland und Italien jeweils bis zu 19 Spiele der D1F zu sehen sein werden.
In dieser Spielzeit vollzieht die FFF einen Schritt auf dem Weg zur Professionalisierung der Schiedsrichterinnen. Vier Schieds- (Savina Elbour sowie die FIFA-Referees Alexandra Collin, Victoria Beyer und Maïka Vanderstichel) und vier Linienrichterinnen werden finanziell so ausgestattet, dass sie sich im Wesentlichen auf ihre sportliche Tätigkeit konzentrieren können.
Erstmals in dieser Saison wird zudem von der FFF mit Unterstützung des Sponsors eine „Spielerin des Monats“ ausgezeichnet; dazu schlägt ein Gremium von acht Fachjournalisten jeweils drei Spielerinnen vor, die Wahl erfolgt durch Fans und Interessierte auf der offiziellen Liga-Seite bei Facebook, Twitter und Instagram.

## Qualifikation und Austragungsmodus
Für die Teilnahmeberechtigung wird ausschließlich das Abschneiden der Frauschaften in der Vorsaison berücksichtigt; qualifiziert sind die zehn dabei bestplatzierten Teams sowie zwei Aufsteiger, die jeweils ihre Gruppe der Division 2 Féminine als Tabellenerste beendet hatten. Somit starten folgende zwölf Teilnehmer in diese Saison:
- aus dem Norden: FC Fleury, die beiden Aufsteiger FF Issy (umbenannt zu GPSO Issy) und Le Havre AC, Paris FC, Paris Saint-Germain FC, Stade Reims
- aus dem Westen: Girondins Bordeaux, EA Guingamp, ASJ Soyaux
- aus dem Südosten: FCO Dijon, Titelverteidiger Olympique Lyon, HSC Montpellier

Für Le Havre, das erst 2018 in die zweite Liga aufgestiegen war, stellt die Teilnahme eine Premiere dar. Für Soyaux und Issy, die beiden einzigen reinen Frauenvereine, hat die zuständige Verbandskommission DNCG (Direction Nationale du Contrôle de Gestion) jeweils eine Obergrenze für deren Personalausgaben festgesetzt.
Die Meisterschaft wird in einer doppelten Punkterunde ausgespielt, in der jeder Teilnehmer in Heim- und Auswärtsspiel gegen jeden anderen antritt. Es gilt die übliche „Drei-Punkte-Regel“ mit drei Punkten für einen Sieg, einem für ein Unentschieden und keinem für eine Niederlage; bei Punktgleichheit gibt zunächst der direkte Vergleich und bei Erforderlichkeit anschließend die bessere Gesamt-Tordifferenz, falls auch dann noch Gleichheit besteht, gegebenenfalls die höhere Zahl erzielter Treffer den Ausschlag. Am Ende der Saison müssen die zwei Tabellenletzten absteigen, die für die kommende Spielzeit durch zwei Aufsteiger – die Siegerinnen der beiden Gruppen der zweiten Division – ersetzt werden.
Aufgrund einer Ausweitung der Teilnehmerzahl qualifizieren sich erstmals außer den französischen Meisterinnen sowie den Zweitplatzierten auch noch die Dritten der Division 1 Féminine für den Frauen-Europapokalwettbewerb der folgenden Spielzeit.

## Vereinswechsel
Im Gegensatz zum sportlichen Stillstand waren viele Vereine auf dem Transfermarkt schon bis Mitte Juli sehr aktiv gewesen. Zu den namhaftesten Vereinswechseln – wobei die Rückkehr von nur ausgeliehenen Spielerinnen hier nicht weiter erwähnt wird – gehörten bei Lyon die Abgänge von Lucy Bronze, Alex Greenwood, Shanice van de Sanden, Lisa Weiß und Emelyne Laurent – die erneut ausgeliehen und den Dress von Atlético Madrid tragen wird – sowie die Neuverpflichtung von Sakina Karchaoui aus Montpellier, Dolores Gallardo (Atlético Madrid), Sara Björk Gunnarsdóttir (VfL Wolfsburg), Ellie Carpenter (Portland Thorns) sowie auf Leihbasis Jodie Taylor und Célia Jimenez von Lyons amerikanischem „Schwesterklub“ OL Reign. Neu bei Paris Saint-Germain sind Ramona Bachmann und Torfrau Charlotte Voll (bisher SC Sand); sie sollen insbesondere Ève Périsset (zu Bordeaux), Karina Sævik und Katarzyna Kiedrzynek (beide nach Wolfsburg) ersetzen. Außerdem wurde Aminata Diallo für die Herbstserie der US-Liga NWSL an Utah Royals FC und nach ihrer Rückkehr für den Rest der Saison an Atlético Madrid ausgeliehen. Montpellier muss neben dem Abgang von Karchaoui auch noch diejenigen von Sandie Toletti zu UD Levante und Valérie Gauvin zum FC Everton verkraften, verzeichnet dafür als Zugänge unter anderem Dominika Škorvánková aus München und Leonie Pankratz (TSG 1899 Hoffenheim) neu im Kader. Bordeaux verlassen Erin Nayler und Viviane Asseyi, die zukünftig den Dress von Bayern München trägt; dafür unterschrieben Elena Linari und die Torjägerin Katja Snoeijs von PSV Eindhoven neu bei den Girondines.
PFC, der zweite Hauptstadtklub, meldet die Zugänge von Evelyne Viens und Kaleigh Riehl (beide ausgeliehen vom Sky Blue FC) sowie Daphné Corboz aus Fleury, das zudem Julie Machart-Rabanne (zu Aufsteiger Issy), Stine Larsen, Rikke Sevecke und Kelly Gadéa verliert, aber mit Anja Sønstevold und Julia Spetsmark seine „skandinavische Abteilung“ auffüllt und mit Ex-Nationalspielerin Léa Le Garrec eine Rückkehrerin aus England verpflichtet. Dijon, wo Élise Bussaglia ihre Karriere beendet hat, hat sich mit Salma Amani aus Issy, Desire Oparanozie aus Guingamp und Léa Khelifi von PSG verstärkt. Bei Guingamp unterzeichnete die australische Nationalspielerin Laura Alleway-Brock einen Vertrag. Neuling Le Havre verzeichnet als Zugänge die beiden Isländerinnen Anna Björk Kristjánsdóttir, Berglind Björg Þorvaldsdóttir sowie vom Absteiger FC Metz Melike Pekel. Bei Issy kehrt mit der zu Saisonbeginn 35½-jährigen Nonna Debonne eine Spielerin in die Division 1 zurück, die in Frankreichs fußballerischem Oberhaus bereits 18 Jahre zuvor ihr Debüt gegeben hatte.
In der Transferperiode zum Jahreswechsel bekam Svava Rós Guðmundsdóttir von Kristianstads DFF einen 18-Monate-Vertrag bei Bordeaux; Le Havre holte mit Andrea Rán Snæfeld Hauksdóttir auf Leihbasis noch eine weitere Isländerin. Soyaux setzt darauf, dass Marie-Charlotte Léger und die Spanienrückkehrerin Kelly Gadéa den Verein in der Rückrunde beim Kampf gegen den Abstieg unterstützen können, und Lyon verpflichtete Catarina Macário, eine höchst torgefährliche Nachwuchsspielerin aus den USA. Bordeaux wieder verlassen hat die dort kaum zum Einsatz gekommene Elena Linari (zur AS Rom). Außerdem wechselt Torfrau Laëtitia Philippe für ein halbes Jahr von Fleury zu Issy.
Bei den Trainern vertrauten zu Saisonbeginn erneut lediglich zwei Erstdivisionäre – der Paris FC mit Sandrine Soubeyrand und Stade Reims mit Amandine Miquel – weiterhin einer Frau den Chefsessel an. Wenige Spieltage vor dem Ende kam nach der vorzeitigen Entlassung Jean-Luc Vasseurs in Lyon mit Sonia Bompastor eine dritte hinzu. (Stand: 27. April 2021)

## Ergebnisse, Tabelle und Saisonverlauf
Schlussstand: 5. Juni 2021
|                        | Gir. Bor | FCO Dij | FC Fle | EA Gui | GPS Iss | AC LeH | Oly Lyo | HSC Mon | FC Par | SG Par | Sta Rei | ASJ Soy |
| Girondins Bordeaux     |          | 5:1     | 6:1    | 1:0    | 1:0     | 6:0    | 0:1     | 2:0     | 2:3    | 0:0    | 7:1     | 2:1     |
| FCO Dijon              | 0:2      |         | 3:1    | 2:1    | 3:1     | 2:1    | 0:3     | 1:0     | 0:1    | 0:3    | 0:0     | 3:2     |
| FC Fleury              | 1:2      | 2:0     |        | 0:2    | 3:1     | 1:0    | 0:3     | 0:0     | 1:1    | 0:5    | 1:2     | 0:0     |
| EA Guingamp            | 4:2      | 1:2     | 0:1    |        | 2:0     | 2:1    | 0:5     | 4:1     | 1:1    | 0:5    | 0:0     | 3:0     |
| GPSO Issy              | 3:1      | 1:0     | 0:1    | 1:6    |         | 0:4    | 0:4     | 0:3     | 0:4    | 0:14   | 1:2     | 0:1     |
| Le Havre AC            | 0:2      | 0:2     | 1:3    | 0:1    | 0:0     |        | 1:3     | 1:4     | 1:0    | 0:2    | 0:1     | 0:1     |
| Olympique Lyon         | 2:1      | 2:0     | 8:0    | 4:0    | 9:0     | 5:1    |         | 2:1     | 4:0    | 0:0    | 3:0     | 5:1     |
| HSC Montpellier        | 0:1      | 1:1     | 0:0    | 2:0    | 3:1     | 3:1    | 0:5     |         | 2:1    | 0:3    | 0:4     | 2:1     |
| Paris FC               | 0:1      | 3:2     | 2:0    | 0:0    | 5:0     | 1:1    | 0:5     | 2:0     |        | 2:3    | 3:1     | 2:0     |
| Paris Saint-Germain FC | 1:0      | 3:0     | 4:0    | 4:1    | 4:0     | 5:0    | 1:0     | 4:0     | 4:1    |        | 4:0     | 7:0     |
| Stade Reims            | 4:4      | 2:1     | 1:2    | 0:1    | 7:1     | 2:1    | 0:3     | 0:1     | 1:4    | 0:4    |         | 4:0     |
| ASJ Soyaux             | 0:2      | 2:1     | 1:0    | 0:0    | 0:1     | 3:0    | 0:2     | 1:4     | 0:3    | 0:3    | 1:2     |         |

| Pl. | Frauschaft          | Sp | G  | U | V  | Tore  | Diff. | Pkte. | Ab- zug |
| --- | ------------------- | -- | -- | - | -- | ----- | ----- | ----- | ------- |
| 1.  | Paris Saint-Germain | 22 | 20 | 2 | 0  | 83:04 |       | 62    |         |
| 2.  | Olympique Lyon (M)  | 22 | 20 | 1 | 1  | 78:06 |       | 61    |         |
| 3.  | Girondins Bordeaux  | 22 | 14 | 2 | 6  | 50:23 |       | 44    |         |
| 4.  | Paris FC            | 22 | 11 | 4 | 7  | 39:29 |       | 37    |         |
| 5.  | EA Guingamp         | 22 | 9  | 4 | 9  | 29:32 |       | 31    |         |
| 6.  | Stade Reims         | 22 | 9  | 3 | 10 | 34:42 | –8*   | 30    |         |
| 7.  | HSC Montpellier     | 22 | 9  | 3 | 10 | 27:35 | –8*   | 30    |         |
| 8.  | FCO Dijon           | 22 | 8  | 2 | 12 | 24:37 |       | 26    |         |
| 9.  | FC Fleury           | 22 | 7  | 4 | 11 | 18:42 |       | 25    |         |
| 10. | ASJ Soyaux          | 22 | 5  | 2 | 15 | 15:46 |       | 17    |         |
| 11. | GPSO Issy (N)       | 22 | 3  | 1 | 18 | 11:77 |       | 10    |         |
| 12. | Le Havre AC (N)     | 22 | 2  | 2 | 18 | 14:49 |       | 08    |         |

Die jeweilige Farbmarkierung bedeutet, dass der diesen Rang bei Saisonabschluss einnehmende Verein …
* Platzierung aufgrund des direkten Vergleiches
Nach Abschluss der Hinserie ergab sich ein gewohntes Bild: Paris Saint-Germain – dank des torgefährlichsten Sturms und der sichersten Abwehr diesmal überraschend als Herbstmeister – und Lyon waren dem Rest der Liga bereits weit enteilt; ähnlich sah es am Tabellenende aus, wo zwischen Soyaux und den beiden Aufsteigern bereits eine Lücke zum unteren Mittelfeld klaffte. Von den sieben Frauschaften dazwischen stritten sich drei um den dritten Rang, der erstmals zur Europapokalteilnahme berechtigt, wobei Bordeaux sich zu diesem Zeitpunkt von Montpellier und Fleury bereits etwas hatte absetzen können. Dabei waren die Girondines eher mäßig in die Saison gestartet, hatten in Reims eine 4:1-Führung noch aus der Hand gegeben und bei Issy sogar verloren; andererseits behielten sie gegen PSG als einziges Team einen Punkt. Reims setzte seine „schwarze Heim-Serie“ aus der Vorsaison fort, holte zuhause lediglich vier seiner elf Punkte (2019/20: drei von 15). Das Hinrunden-Schlagerspiel zwischen Paris Saint-Germain und Lyon wurde im Parc des Princes ausgetragen, wenn auch ohne Zuschauer. In diesem Stadion hatte zuletzt im Oktober 2009 eine Division-1-Begegnung – seinerzeit PSG gegen Juvisy FCF – stattgefunden. Und den Hauptstädterinnen gelang es, dem Titelverteidiger die erste Punktspielniederlage seit fast vier Jahren zuzufügen; damals wie heute gewann Paris mit 1:0.
In der zweiten Saisonhälfte entschied sich die Abstiegsfrage relativ frühzeitig, weil Soyaux gegen die beiden Schlusslichter sowie gegen die gleichfalls zunehmend schwächelnden Frauen aus Fleury und Dijon Punkte sammelte. Nach dem 20. Spieltag hatte Le Havre somit rechnerisch keine Chance mehr, noch den rettenden zehnten Platz zu erreichen; das galt nach dem vorletzten Spieltag auch für Issy, den anderen Aufsteiger. Im Tabellenmittelfeld verbesserten sich der Paris FC um zwei, Reims und Guingamp um je drei Plätze, während Montpellier nahezu einen Einbruch erlebte und mit der schwächsten Punktzahl seiner 20-jährigen Ligageschichte abschloss. So konnte Bordeaux sich den dritten Rang, gleichbedeutend mit der Europapokal-Teilnahme, mit deutlichem Vorsprung sichern.
Gegen Ende der Rückrunde bekamen Lyon und beide Pariser Vereine Terminprobleme, weil es bei ihnen ab dem 16. Spieltag zu mehreren pandemisch bedingten Absagen gekommen war. Das führte dazu, dass es zwischen den letzten beiden Spieltagen in Lyon nahezu zu einem Meisterschaftsendspiel kam. Und da sich weder der Titelverteidiger noch sein stärkster Kontrahent irgendeine Schwäche geleistet hatten, genügte den Hauptstädterinnen darin ein torloses Remis, um die 14-fachen Serienmeisterinnen abzulösen.
PSGs 14:0-Auswärtssieg in Issy während der Hinrunde war einer der höchsten Erfolge in der Ligageschichte, wobei Nadia Nadim alleine sieben Tore des Hauptstadtklubs erzielte. Der Rekord liegt noch um einen Treffer höher: Lyon hatte sich in der Spielzeit 2014/15 beim FC Metz sogar mit 15:0 durchgesetzt.
Zur folgenden Saison steigt kein Verein aus der Division 2 Féminine auf. Deren Spielbetrieb war im April 2021 endgültig abgebrochen und vom FFF-Exekutivkomitee zur saison blanche – also als nicht zu wertend, somit ohne Auf- oder Absteiger – erklärt worden, weil es lediglich zu sechs Spieltagen gekommen war. Bis weit in den Sommer hinein blieb aufgrund eines komplizierten, teilweise widersprüchlichen Regelwerks offen, ob die Division 1 2021/22 mit nur zehn Teams ausgetragen wird oder ob Issy und/oder Le Havre doch darin verbleiben dürfen. Diese Frage verkomplizierte sich dadurch noch weiter, dass die DNCG Anfang Juni entschied, der ASJ Soyaux für 2021/22 keine Lizenz für die erste Liga zu erteilen, wogegen Soyaux allerdings – letztlich erfolgreich – Rechtsmittel eingelegt hatte. Auch erst spät stand fest, dass Issy ausnahmsweise in der D1F verbleibt.

## Die Spielerinnen des Meisters
Trainer Olivier Echouafni setzte folgende 22 Fußballerinnen aus dem Saisonkader von PSG ein (in Klammern die Zahl der Punktspieleinsätze):
- Tor: Christiane Endler (22)
- Abwehr: Alana Cook (13), Paulina Dudek (17), Océane Hurtré (2), Jade Le Guilly (1), Perle Morroni (18), Irene Paredes (21), Bénédicte Simon (4)
- Mittelfeld: Sara Däbritz (18), Laurina Fazer (6), Formiga (15), Onema Grace Geyoro (17), Léa Khelifi (1), Ashley Lawrence (20), Luana (9)
- Angriff: Ramona Bachmann (14), Sandy Baltimore (21), Signe Bruun (18), Kadidiatou Diani (19), Jordyn Huitema (16), Marie-Antoinette Katoto (19), Nadia Nadim (15)

Die 83 Treffer der Pariserinnen erzielten Katoto (21), Diani (13), Nadim (10), Baltimore (8), Bruun (7), Paredes (6), Däbritz, Geyoro, Huitema (je 3), Bachmann, Luana (je 2), Dudek, Formiga, Lawrence und Morroni (je 1); dazu kam ein gegnerisches Eigentor.

## Erfolgreichste Torschützinnen
Die meisten Treffer erzielten:
| Pl. | Name                    | Team        | Tore |
| --- | ----------------------- | ----------- | ---- |
| 1.  | Khadija Shaw            | Bordeaux    | 22   |
| 2.  | Marie-Antoinette Katoto | Paris S-G   | 21   |
| 3.  | Kadidiatou Diani        | Paris S-G   | 13   |
|     | Clara Matéo             | Paris FC    | 13   |
|     | Nikita Parris           | Lyon        | 13   |
| 6.  | Faustine Robert         | Guingamp    | 11   |
|     | Evelyne Viens           | Paris FC    | 11   |
| 8.  | Mélissa Gomes           | Reims       | 10   |
|     | Amel Majri              | Lyon        | 10   |
|     | Nadia Nadim             | Paris S-G   | 10   |
|     | Wendie Renard           | Lyon        | 10   |
| 12. | Katja Snoeijs           | Bordeaux    | 9    |
| 13. | Sandy Baltimore         | Paris S-G   | 8    |
|     | Melissa Herrera         | Reims       | 8    |
| 15. | Signe Bruun             | Paris S-G   | 7    |
|     | Sh’Nia Gordon           | Dijon       | 7    |
|     | Eugénie Le Sommer       | Lyon        | 7    |
| 18. | Maëlle Garbino          | Bordeaux    | 6    |
|     | Amandine Henry          | Lyon        | 6    |
|     | Irene Paredes           | Paris S-G   | 6    |
|     | Lena Petermann          | Montpellier | 6    |

Torvorlagen
Die meisten Torvorlagen stammten von Dzsenifer Marozsán (Lyon), die zu 15 Treffern beigetragen hat. Ihr folgen gleich vier Frauen von Paris S-G: Sandy Baltimore mit zehn, Kadidiatou Diani mit neun, Sara Däbritz sowie Marie-Antoinette Katoto mit je acht. Sieben Assists haben Kadija Shaw, Katja Snoeijs (beide Bordeaux), Delphine Cascarino (Lyon), Gaëtane Thiney (Paris FC) und Louise Fleury (Guingamp) vorzuweisen.

## Auszeichnung als Spielerin des Monats
| Monat          | Name                    | Team      |
| -------------- | ----------------------- | --------- |
| September 2020 | Kadidiatou Diani        | Paris S-G |
| Oktober 2020   | Khadija Shaw            | Bordeaux  |
| November 2020  | Marie-Antoinette Katoto | Paris S-G |
| Dezember 2020  | Marie-Antoinette Katoto | Paris S-G |
| Januar 2021    | Khadija Shaw            | Bordeaux  |
| Februar 2021   | Maëlle Garbino          | Bordeaux  |
| März 2021      | Melissa Herrera         | Reims     |
| April 2021     | Melissa Herrera         | Reims     |
| Mai 2021       | Kadidiatou Diani        | Paris S-G |